# Consagración real

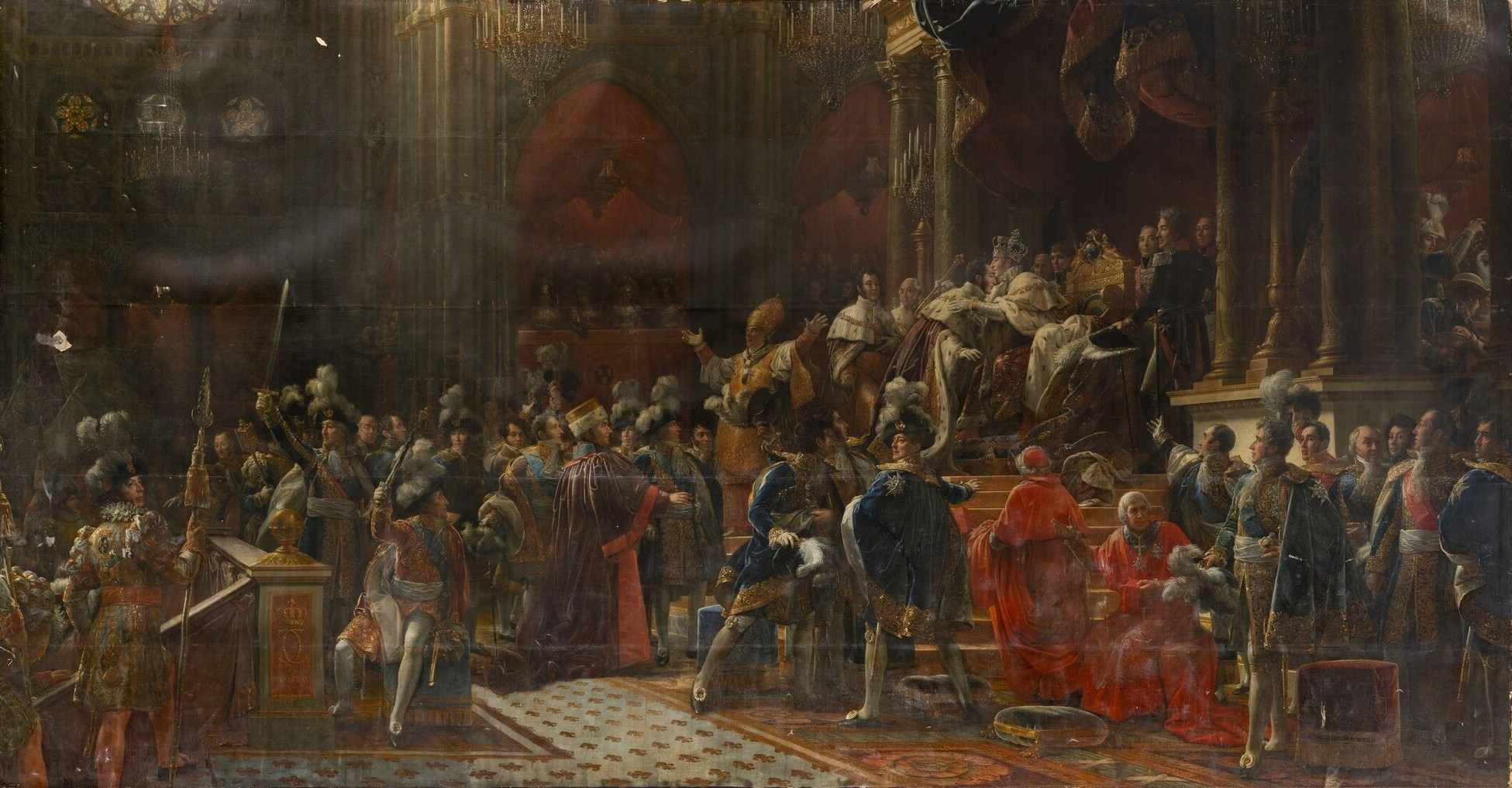
Consagración de Carlos X de Francia, celebrada en la Catedral de Reims el 28 de mayo de 1825, fue la última ceremonia de este tipo celebrada en aquel país.

La consagración real es una ceremonia religiosa que confiere a un soberano un carácter sagrado (a veces hasta divino) distinguiéndolo así del resto de las personas. Es una ceremonia distinta a la coronación, acto de coronar, colocar una corona.

## Edad Antigua
La costumbre de consagrar a los reyes ungiéndolos con óleo santo, comenzó entre los hebreos. Saúl y David fueron consagrados por el profeta Samuel y Salomón por el sumo sacerdote. No falta quien crea que ningún príncipe del cristianismo había sido consagrado hasta Justino II, emperador del Imperio bizantino, que subió al trono en el año de 565, pero otros aseguran que Teodosio I el Grande fue coronado y por consiguiente, consagrado en el año 408 por el patriarca Proclo (Notas del padre Menard sobre el Sacramentario de san Gregorio, pag. 307). Imitaron esta costumbre los reyes de los godos y de los francos y Clodoveo I fue consagrado por san Remigio.

### Restauración de la consagración en la Edad Media

#### España
La Consagración fue practicada por los soberanos visigodos de España en el siglo VII, la fecha de la primera consagración data del 672, realizada al rey Wamba en Toledo, pero solo el reino de [[Según el libro: Monarcas del Reino de León de la autora AliciA Merino (2021) indica en la p16 (paso a escribir literalmente): Los reyes de León no eran solamente coronados sino que eran ungidos como si fueran también sacerdotes, al tiempo que pasaban a ser canónigos perpetuos de la Catedral de León. En toda Europa solo había otra dinastía que era ungida, la de los reyes de Francia. Y esto se debe a que la leyenda que  cuenta  que tanto los Capetos franceses como los reyes de León descendian de Cristo.
Añade también la autora en la P 148n del mismo libro (Textualmente): Y También hasta Isabel II, los reyes de España siguieron yendo a León a ser ungidos en la Catedral como reyes de León y a tomar posesión de su cargo de canónigo perpetuo de la Catedral.]] conservó su uso. Los otros reinos preferían la simple proclamación para evitar el sometimiento al clero que ello representaba.

### Francia
La consagración de los reyes en Francia se refiere a la ceremonia de coronación francesa en que más importante que el acto de colocar la corona en la cabeza del monarca, como una coronación normal en otros reinos, lo era la consagración, es decir, la unción con un óleo sagrado sobre el cuerpo del rey.
Desde la época del reino de los francos y luego de Francia, el advenimiento de un nuevo rey estaba legitimado por la ceremonia de su coronación con la corona de Carlomagno en Notre-Dame de Reims. Pero el rey no tenía necesidad de ser reconocido como monarca francés, ya que el nuevo rey ascendía al trono automáticamente a la muerte de su predecesor, simbolizándose por primera vez cuando el féretro del anterior monarca era bajado a la capilla de la basílica de Saint-Denis, y el duque de Uzès, primer par de Francia, proclamaba: «Le roi est mort, vive le roi!» [¡El rey ha muerto, viva el rey!]
La primera consagración de un rey en Francia fue la de Pipino el Breve, motivada principalmente por la alianza que hizo con la Iglesia católica para asegurarse su legitimidad y poder suceder al rey merovingio Childerico III, al que depuso. Fue consagrado una primera vez en marzo de 752 por una asamblea de obispos del reino de los francos reunidos en Soissons y que estuvieron dirigidos, presumiblemente, por el arzobispo de Maguncia, Bonifacio. El domingo 28 de enero de 754, fue consagrado una segunda vez en Saint-Denis por el papa Esteban II, quien también dio la unción a sus dos hijos y bendijo a su esposa Bertrada o Berta de Laon.
El primer monarca francés en ser coronado y consagrado en la catedral de Reims fue Luis el Piadoso en octubre de 816. Reims estaba relacionada con el primer rey de todos los francos, Clovis I, bautizado allí en 496 (o 499) por el arzobispo san Remigio. En 869 fue redescubierta en la tumba del santo la santa Ampolla, elemento que incorporara posteriormente al ritual de la consagración. Se decía que ese aceite milagroso habría ungido a Clovis y que había sido llevado por una paloma que habría descendido del cielo; a partir de 1027, ese aceite, inacabable, ungió a todos los reyes francos y luego a los de Francia en su consagración, legitimando así su poder por derecho divino.
La última consagración de un rey francés fue la de Carlos X el 29 de mayo de 1825 en la catedral de Reims, donde se han consagrado treinta y tres soberanos en poco más de 1000 años. A partir de las Ordines ad consecrandum et coronandum regem, una selección de textos manuscritosprocedentes de colecciones litúrgicas escritas en Reims a finales del reinado de san Luis, se puede describir con precisión la liturgia de esta ceremonia.
Las insignias de la consagración —como el trono y el cetro de Dagoberto I o la corona y la espada Joyosa de Carlomagno— se custodiaban en la basílica de Saint-Denis, cerca de París, y los instrumentos litúrgicos —como la Santa Ampolla y el Cáliz de san Remi— en Reims. Todavía hoy se conservan parcialmente, especialmente en el Louvre y en otros museos parisinos. La Santa Ampolla se guardaba en un relicario en forma de placa redonda de oro engastada con piedras preciosas y en cuyo centro se encontraba una representación en esmalte blanco de la paloma del Espíritu Santo, de pie con las alas abiertas y apuntando hacia abajo, del que la Santa Ampolla misma formaba el cuerpo. El relicario tenía una pesada cadena con la que podía ser colgado del cuello. Así era llevada la reliquia por el abad de la abadía de Saint-Rémi (donde normalmente se guardaba) cuando este, caminando descalzo al frente de una procesión de sus monjes bajo un dosel llevado por cuatro gentileshombres a caballo, los rehenes de la Santa Ampolla, la llevaba desde la abadía hasta las marcas mismas del altar de la catedral, donde la entregaba al arzobispo de Reims para que la utilizara en el ritual de la consagración.
El tiempo más largo entre una toma de posesión y la consagración fue de once años, el tiempo que tuvo que esperar el rey Sol, Luis XIV; Carlos VII pudo ser conducido a Reims por Juana de Arco después de siete años y Enrique IV solo celebró su consagración después de cinco años. Carlomagno solo fue reconocido por los grandes francos occidentales. Los reyes Carlos el Gordo, Juan I, Luis XVIII y Luis Felipe I, así como el emperador Napoleón III, nunca fueron coronados: Juan I era un infante que murió a los pocos días y Luis XVIII abandonó por razones de salud; Luis Felipe I (1830) y Napoleón III (1852) fueron proclamados en el cargo.

## Imperio germánico
Los emperadores germánicos eran, primero, elegidos soberanos, después iban a Roma para recibir la corona imperial de manos del Papa.